# Haruka Fukuhara
Haruka Fukuhara (福原 遥?, Fukuhara Haruka; prefettura di Saitama, 28 agosto 1998) è una doppiatrice, cantante e modella giapponese.
È diventata famosa sin da bambina per il suo ruolo nella serie Cooking Idol! I! My! Mine ha successivamente consolidato la sua carriera con numerose apparizioni in serie televisive, film e anime. Ha anche pubblicato musica sotto Sony Music Entertainment Japan e lavora con l'agenzia Ken-On.

## Biografia
Haruka Fukuhara ha iniziato a lavorare come attrice bambina già dalla prima elementare.
Dal 2009 interpreta e doppia il ruolo principale di Main Hiiragi in Cooking Idol! I! My! Mine, uno show in parte anime e in parte live action trasmesso dalla NHK.
Nel 2012 ha vinto la 20ª edizione dell'audizione per la rivista di moda per adolescenti Pichi Lemon, alla quale hanno partecipato 9000 persone. Da allora lavora come modella per la rivista.
Il 13 febbraio 2013 ha pubblicato il suo quinto singolo, intitolato Nameko no Uta (なめこのうた?). Il video musicale della canzone al 7 febbraio dello stesso anno contava già 6,8 milioni di visualizzazioni su YouTube.

## Premi e riconoscimenti
Nel 2024 ha vinto la 47ª edizione del Awards of the Japanese Academy come miglior esordiente, per il film Ano hana ga saku oka de, kimi to mata deaetara di Yôichi Narita.

## Filmografia

### Anime
- 2009 - Cookin' Idol I! My! Mine! (Main)
- 2017 - Anpanman (Wanko-chan)
- 2017 - Eiga Pretty Cure Dream Stars! (Himari Arisugawa / Cure Custard)
- 2017 - Eiga Kirakira Pretty Cure À La Mode - Paris to! Omoide no mille-feuille! (Himari Arisugawa / Cure Custard)
- 2017 - Kirakira Pretty Cure À La Modeìì (Himari Arisugawa / Cure Custard)
- 2018 - Eiga Pretty Cure Super Stars! (Himari Arisugawa / Cure Custard)
- 2018 - Eiga HUGtto! Pretty Cure Futari wa Pretty Cure - All Stars Memories(Himari Arisugawa / Cure Custard)
- 2018 - HUGtto! Pretty Cure (Himari Arisugawa / Cure Custard)
- 2018 - Come dopo la pioggia (Yui Nishida)
- 2019 - Eiga Pretty Cure Miracle Universe (Himari Arisugawa / Cure Custard)
- 2019 - Hello World (Mirei Kadenokōji)
- 2020 - Kaguya-sama: Love is War (Tsubame Koyasu)
- 2021 - Ai no Utagoe o Kikasete (Satomi Amano)

### Film e live action
- 2006 – Harugasumi (Kana Natori)
- 2008 – Kids (ragazza nel parco)
- 2009 – Dance Subaru (Mana Kureha)
- 2014 – Ressha Sentai Tokkyūjā THE MOVIE Gyarakushī Rain SOS (Lady)
- 2014 – Ressha Sentai ToQger vs. Kyoryuger: The Movie (Lady)
- 2014 - Pirameki Koyaku Koi (Natsumi Kamei)
- 2016 - Mars: Tada, Kimi wo Aishiteru (Shiori Sakurazawa)
- 2017 - Let's Go, Jets! (Ayumi Nagai)
- 2017 - Girl's Play (Saaya Honjō)
- 2017 - Dōbutsu Sentai Jūōjā Tai Ninninjā Mirai kara no Messēji Furomu Sūpā Sentai (Runrun)
- 2019 - Shigatsu no Kimi, Spika (Sei Saotome)
- 2019 - Kakegurui (Julie Arukibi)
- 2019 - Hitsuji to ôkami no koi to satsujin (Rio Miyaichi)
- 2021 - Kaguya-sama: Love is War (Tsubame Koyasu)
- 2023 - Ano hana ga saku oka de, kimi to mata deaetara (Yuri)
- 2026 - Shōjiki Fudōsan (Sakura Tsukishita)

## Discografia

### Singoli
- 2009 – Kitchen wa My Stage (キッチンはマイステージ?, kicchin wa mai sutēji)
- 2010 – Miracle Melody Harmony (ミラクル☆メロディハーモニー?, mirakuru ☆ merodi hāmonī)
- 2010 – Happy Recipe (ハッピーレシピ?, happī reshipi)
- 2011 – Waku Waku Kitchen Carnival (ワクワク♥キッチンカーニバル?, wakuwaku ♥ kicchin kānibaru)
- 2012 – Happy! Cooking Time (ハッピー!クッキンタイム♪?, happī ! kukkintaimu ♪)
- 2013 – Nameko no Uta (なめこのうた?)
- 2013 – Pikatto! Ahatto! Taisō (ピカッと!アハッと!体操?)
- 2017 – Kirakira PreCure a la Mode: Sweet Etude 2: Cure Custard: Petit-Pati-Science (キラキラ☆プリキュアアラモード sweet etude 2 キュアカスタード プティ*パティ∞サイエンス?)
- 2019 – Mikanseina Hikari-tachi (未完成な光たち?)[8]
- 2020 – Toumei Clea (透明クリア?)[9]
- 2020 – Kaze Ni Fukarete (風に吹かれて?)

### Album
- 2010 – Koro-chan Pack: Cooking Idol I! My! Main! (コロちゃんパック クッキンアイドル アイ!マイ!まいん!)?)[10] (partecipazione)
- 2022 – Haruka Kanatahe (ハルカカナタヘ?)[11]